# Élections législatives islandaises de 2021
Les élections législatives islandaises de 2021 (en islandais : Alþingiskosningar 2021) ont lieu le 25 septembre 2021 afin de renouveler les 63 sièges de l'Althing, le parlement islandais.
Le scrutin voit arriver dans le trio de tête le Parti de l'indépendance, le Parti du progrès et le Mouvement des verts et de gauche, tous trois membres du gouvernement sortant, qui renforce ainsi sa majorité. Katrín Jakobsdóttir est par conséquent reconduite Première ministre d'Islande le 28 novembre, à la tête d'un second gouvernement.

## Contexte
Les élections législatives d'octobre 2017 sont organisées de manière anticipées à la suite d'un scandale aboutissant à la chute du gouvernement de coalition regroupant le Parti de l'indépendance, Renaissance et Avenir radieux. Le Premier ministre Bjarni Benediktsson est alors accusé d'avoir tenter d'étouffer l'information d'une protection offerte par son père à un homme condamné pour pédophilie,. 
Katrín Jakobsdóttir, chef de file du Mouvement des verts et de gauche, forme un gouvernement avec le Parti du progrès et le Parti de l'indépendance, deux partis de droite.

## Mode de scrutin

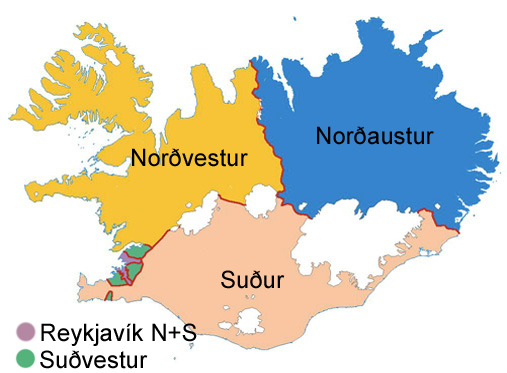
Les six circonscriptions électorales islandaises.

L'Islande est dotée d'un parlement monocaméral, l'Althing, dont les 63 membres sont élus pour quatre ans au scrutin proportionnel plurinominal avec listes bloquées. 54 sièges sont pourvus en fonction des résultats dans six circonscriptions de neuf sièges chacune, répartis selon la règle d'Hondt. Les neuf sièges complémentaires sont attribués aux partis ayant dépassé le seuil d'au moins 5 % des voix selon leur pourcentage de voix au niveau national de manière à rapprocher le résultat en sièges de la répartition des suffrages. 
Les électeurs ont la possibilité de modifier les listes en changeant les numéros des candidats ou en rayant leur nom, mais ne peuvent y ajouter les candidats d'une autre liste.
L'Islande est divisée en 6 circonscriptions électorales dont les limites sont définies par la loi : Norðausturkjördæmi (Nord-Est), Norðvesturkjördæmi (Nord-Ouest), Reykjavíkurkjördæmi norður (Reykjavik Nord), Reykjavíkurkjördæmi suður (Reykjavik Sud), Suðurkjördæmi (Sud) et Suðvesturkjördæmi (Sud-Ouest).

## Campagne

### Déroulement
Les élections sont marquées par la dispersion entre une dizaine de partis capables d'accéder au Parlement, soit la première fois qu'autant de formations sont représentées. Cette diversité, apparue après la grave crise économique de 2008, rend plus volatile le vote des électeurs et complexifie la constitution de coalitions gouvernementales.

### Sondages

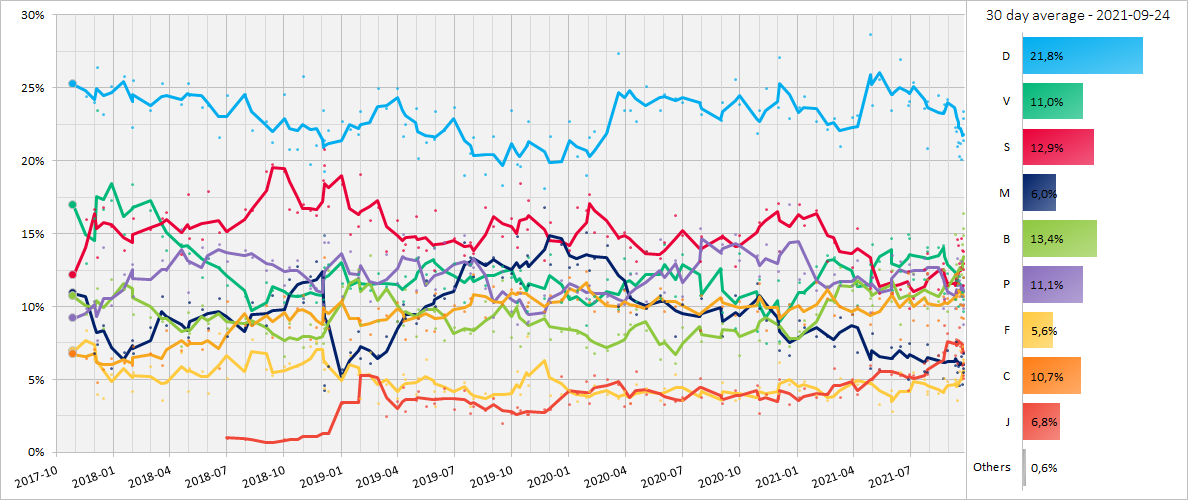
Sondages depuis les élections législatives de 2017.

### Forces en présences
| Parti | Parti                                             | Idéologie                                                                              | Chef de file                                       | Résultats en 2017          |
| ----- | ------------------------------------------------- | -------------------------------------------------------------------------------------- | -------------------------------------------------- | -------------------------- |
|       | Parti de l'indépendance Sjálfstæðisflokkur (D)    | Centre droit à droite Libéralisme économique, libéral-conservatisme, euroscepticisme   | Bjarni Benediktsson (Ministre des Finances)        | 25,24 % des voix 16 sièges |
|       | Mouvement des verts et de gauche Vinstri græn (V) | Extrême gauche à centre gauche Socialisme démocratique, écosocialisme, euroscepticisme | Katrín Jakobsdóttir (Première ministre)            | 16,89 % des voix 11 sièges |
|       | L'Alliance Samfylkingin (S)                       | Centre gauche Social-démocratie, europhilie                                            | Logi Már Einarsson                                 | 12,05 % des voix 7 sièges  |
|       | Parti du centre Miðflokkurinn (M)                 | Droite Populisme, agrarisme, euroscepticisme                                           | Sigmundur Davíð Gunnlaugsson                       | 10,87 % des voix 7 sièges  |
|       | Parti du progrès Framsóknarflokkurinn (B)         | Centre droit Agrarisme, libéralisme, euroscepticisme                                   | Sigurður Ingi Jóhannsson (Ministre des Transports) | 10,71 % des voix 8 sièges  |
|       | Parti pirate Píratar (P)                          | Centre gauche Démocratie directe, transparence démocratique, libertés sur Internet     | Smari McCarthy                                     | 9,20 % des voix 6 sièges   |

## Résultats
|                          |                                      |         |       |      |        |               |  |  |  |
| Partis                   | Partis                               | Voix    | %     | +/−  | Sièges | +/−           |  |  |  |
|                          | Parti de l'indépendance (D)          | 48 708  | 24,38 | 0,86 | 16     | en stagnation |  |  |  |
|                          | Parti du progrès (B)                 | 34 501  | 17,27 | 6,56 | 13     | 5             |  |  |  |
|                          | Mouvement des verts et de gauche (V) | 25 114  | 12,57 | 4,32 | 8      | 3             |  |  |  |
|                          | L'Alliance (S)                       | 19 825  | 9,93  | 2,12 | 6      | 1             |  |  |  |
|                          | Parti du peuple (F)                  | 17 672  | 8,85  | 1,97 | 6      | 2             |  |  |  |
|                          | Parti pirate (P)                     | 17 233  | 8,63  | 0,57 | 6      | en stagnation |  |  |  |
|                          | Parti de la réforme (C)              | 16 628  | 8,33  | 1,64 | 5      | 1             |  |  |  |
|                          | Parti du centre (M)                  | 10 879  | 5,45  | 5,42 | 3      | 4             |  |  |  |
|                          | Parti socialiste islandais (J)       | 8 181   | 4,09  | Nv.  | 0      | en stagnation |  |  |  |
|                          | Parti libéral-démocrate (O)          | 845     | 0,42  | Nv.  | 0      | en stagnation |  |  |  |
|                          | Avenir responsable (Y)               | 144     | 0,07  | Nv.  | 0      | en stagnation |  |  |  |
|                          |                                      |         |       |      |        |               |  |  |  |
| Votes valides            | Votes valides                        | 199 730 | 97,92 |      |        |               |  |  |  |
| Votes blancs             | Votes blancs                         | 3 731   | 1,84  |      |        |               |  |  |  |
| Votes nuls               | Votes nuls                           | 517     | 0,24  |      |        |               |  |  |  |
| Total                    | Total                                | 203 978 | 100   | –    | 63     | en stagnation |  |  |  |
| Abstentions              | Abstentions                          | 50 610  | 19,88 |      |        |               |  |  |  |
| Inscrits / participation | Inscrits / participation             | 254 588 | 80,12 |      |        |               |  |  |  |

## Analyse

Sièges obtenus par partis par circonscription

Alors que les sondages laissaient augurer une situation de blocage politique avec la perte annoncée de la majorité sortante et une dispersion des sièges rendant nécessaire la formation inédite d'une coalition quadripartite, la coalition sortante composée du Parti de l'indépendance, du Mouvement des verts et de gauche et du Parti du progrès est finalement confortée par ce scrutin. C'est la première fois depuis 2008 qu'une élection ne sanctionne pas un gouvernement, même si le Mouvement de gauche et des verts de la Première ministre Katrín Jakobsdóttir connait un net recul, et voit la position de cette dernière compromise en cas de renouvellement de la coalition. Grand gagnant du scrutin, le Parti du progrès progresse en revanche et devient la deuxième formation politique du pays.

## Formation du gouvernement
Trois jours après la tenue du scrutin, les partis formant le gouvernement sortant annoncent ouvrir des discussions pour la reconduction de leur entente. La Première ministre sortante rencontre le 21 octobre suivant le président Guðni Th. Jóhannesson afin de faire un point sur les négociations en cours, signalant les questions environnementales et climatiques et la réforme constitutionnelle comme principaux points d'achoppement.
Un sondage réalisé quelques jours après le scrutin sur la personnalité politique que les Islandais souhaiteraient voir prendre la tête du gouvernement situe Katrín Jakobsdóttir en première place (57,6 %), devant Sigurður Ingi Jóhannsson (9,8 %) et Bjarni Benediktsson (7,6 %).
Le 28 novembre, la coalition sortante annonce sa reconduction sous l'autorité de Katrín Jakobsdóttir, qui conserve ainsi son poste de Première ministre et forme son second cabinet le jour même. Ce dernier voit les trois partis se répartir les ministères à raison de cinq pour le Parti de l'indépendance , quatre pour le Parti du progrès et deux pour le Mouvement des verts et de gauche.